# Куитива
Куитива (исп. Cuítiva) — небольшой город и муниципалитет в центральной части Колумбии, на территории департамента Бояка. Входит в состав провинции Сугамукси.

## История
Поселение, из которого позднее вырос город, было основано в 1550 году. Муниципалитет Куитива был выделен в отдельную административную единицу в 1801 году.

## Географическое положение

Муниципалитет Куитива

Город расположен на востоке центральной части департамента, в горной местности Восточной Кордильеры, к западу от озера Тота, на расстоянии приблизительно 40 километров к востоку от города Тунха, административного центра департамента. Абсолютная высота — 2725 метров над уровнем моря.
Муниципалитет Куитива граничит на севере с территориями муниципалитетов Иса и Согамосо, на востоке и юго-востоке— с муниципалитетом Акитания, на юге — с муниципалитетом Тота, на западе — с муниципалитетом Песка. Площадь муниципалитета составляет 43 км².

## Население
По данным Национального административного департамента статистики Колумбии, совокупная численность населения города и муниципалитета в 2015 году составляла 1906 человек.
Динамика численности населения муниципалитета по годам:
| 2005 | 2006 | 2007 | 2008 | 2009 | 2010 | 2011 | 2012 | 2013 | 2014 | 2015 |
| ---- | ---- | ---- | ---- | ---- | ---- | ---- | ---- | ---- | ---- | ---- |
| 2011 | 2003 | 1995 | 1986 | 1977 | 1966 | 1955 | 1944 | 1932 | 1919 | 1906 |

Согласно данным переписи 2005 года мужчины составляли 49,4 % от населения Куитивы, женщины — соответственно 50,6 %. В расовом отношении белые и метисы составляли 99,9 % от населения города; негры, мулаты и райсальцы — 0,1 %.
Уровень грамотности среди всего населения составлял 84,6 %.

## Экономика
Основу экономики Куитивы составляет сельское хозяйство.

68,3 % от общего числа городских и муниципальных предприятий составляют предприятия торговой сферы, 24,4 % — предприятия сферы обслуживания, 7,3 % — промышленные предприятия.